# 平手久秀
平手久秀（ひらて ひさひで，？—1574年戰國時代武將。平手政秀長子、平手汎秀兄長。
父親政秀死因一說是主公信長想要久秀所有之駿馬被拒而切腹。
久秀跟從信長在各地轉戰，死於天正2年（1574）伊勢長島一向一揆。弟弟汎秀在前年（1573）的三方原之戰敗死，平手氏嫡流絕。